# Fizostigmină
Fizostigmina (denumită și ezerină) este un alcaloid toxic cu proprietăți parasimpatomimetice, fiind un inhibitor reversibil de colinesterază. Alcaloidul este întâlnit în mod natural în fructele de Hippomane mancinella și în semințele de  Physostigma venenosum.

## Utilizări medicale
Fizostigmina este utilizată în tratamentul glaucomului și al gastroparezei (atonie intestinală).